# ARRAKIHS
ARRAKIHS, acronyme de Analysis of Resolved Remnants of Accreted galaxies as a Key Instrument for Halo Surveys (en français « Analyse de rémanents de galaxies accrétées comme instrument clé pour l'étude de halos ») est la deuxième mission du programme scientifique de l'Agence spatiale européenne de type rapide (cycle de développement inférieur à 10 ans). Elle a pour objectif de déterminer le nombre et la  nature des galaxies naines et des courants stellaires situés à leur proximité afin de tester certains aspects du modèle standard de la cosmologie (modèle ΛCDM). Le recueil de données se fera à l'aide de quatre petits télescopes observant en lumière visible et dans le proche infrarouge. La mission a été sélectionnée début novembre 2022 et devrait être lancée au début de la décennie 2030 par une fusée Vega-C.

## Historique du projet
ARRAKIHS est la deuxième mission dite rapide (classe F) du programme scientifique Cosmic Vision de l'Agence spatiale européenne. La première mission est Comet Interceptor. Les missions de cette catégorie ont une durée du développement inférieure à 10 ans et une masse inférieure à 1 000 kg. Le projet de mission ARRAKIHS  a été soumis à l'Agence spatiale européenne (ESA) en mars 2019 en réponse à un appel à propositions lancé par l'ESA en décembre 2021 qui a reçu 19 réponses. ARRAKIHS est proposé par une équipe scientifique pilotée par l'Espagne (une première pour une mission scientifique de l'ESA). Le responsable du projet est Rafael Guzmán de l'Institut de physique de Cantabrie. La proposition a été sélectionnée début novembre 2022 et est entrée en phase d'étude détaillée. L'observatoire spatial pourrait être construit par Airbus Defence and Space ou OHB,. 

## Objectifs et concept de la mission
ARRAKIHS a pour objectif de mesurer de manière indirecte la présence de la matière noire. La méthode mise en œuvre est la mesure de la concentration de la matière baryonique dans les halos galactiques et les courants de marée entre galaxies. Selon le modèle standard de la cosmologie (modèle ΛCDM), sous l'influence de la matière noire, les halos galactiques devraient avoir une structure beaucoup plus grumeleuse que celle observée. Il est possible que cet écart avec la théorie découle des limitations des mesures qui n'ont jusque là été réalisées que pour le Groupe local. En effectuant des mesures sur des galaxies ne faisant pas partie du Groupe local, ARRAKHIS doit contribuer à déterminer si cet écart persiste. 

## Caractéristiques techniques
ARRAKIHS est un engin spatial de moins de 300 kilogrammes. La plateforme est stabilisée 3 axes et l'énergie est fournie par des panneaux solaires déployés en orbite. La charge utile est composée de quatre télescopes effectuant leurs observations en lumière visible et dans le proche infrarouge (entre 380 et 1590 nanomètres). Les quatre télescopes sont de type Maksoutov-Cassegrain et ont une ouverture de 15 centimètres et un champ de vue de 1,4  degré. Pour réduire son cout, l'observatoire spatial utilise des éléments mis au point par d'autres missions comme Euclid et CHEOPS. C'est le cas notamment des télescopes. 

## Déroulement de la mission
ARRAKIHS devrait être lancée au début de la décennie 2030 par une fusée Vega-C. Celle-ci doit placer l'observatoire spatial sur une orbite terrestre basse polaire. L'observatoire doit observer 115 galaxies peu lumineuses situées à des distances comprises entre 82 et 130 millions d'années-lumière. Au cours des trois années que doit durer la mission primaire, l'observatoire observera au total 160 degrés² de la voute céleste. Chaque galaxie sera observée durant 150 heures en accumulant 900 observations distinctes de 10 minutes chacune. Une fois en orbite, l'observatoire spatial doit transmettre chaque jour 11 gigaoctets de données.